# 強盗放火殺人囚
『強盗放火殺人囚』（ごうとうほうかさつじんしゅう）は、1975年の日本映画。主演：松方弘樹、監督：山下耕作。東映京都撮影所製作、東映配給。

## 概要
『脱獄広島殺人囚』（1974年12月7日公開）、『暴動島根刑務所』（1975年6月7日公開）に続く「松方弘樹刑務所シリーズ」第3弾、「世界最強の脱獄アクター」「松方弘樹東映脱獄三部作」最終作。前2作の監督・中島貞夫、脚本・野上龍雄コンビから、監督・山下耕作、脚本・高田宏治に交代した。

## あらすじ
いちゃもんをつけたヤクザを殺した緒方竹見は、殺人罪で懲役7年10ヶ月の判決を受け、南大阪刑務所に服役した。模範囚だった緒方は仮釈放が認められたが、身柄引受人の内縁の妻・幸代が書類に判を押さず、仮釈は取り消しになる。不審に思った緒方は囚人仲間の助けを借り、洋服ダンスの中に忍び込み脱走。保安課長・菊地の女房・敏子を人質に立て籠もり、妻との面会を要求する。妻との対面を果たした緒方は妻が緒方の出所を妨害しようとするヤクザに脅迫されていたことを知る。三宅春造は刑務所内で緒方の抹殺をそそのかされるが、2人とも懲罰房送りとなり、別の刑務所へ移送される。しかし護送車が谷底に転落し2人の脱走劇が始まった。　

## キャスト
- 緒方竹見：松方弘樹
- 小川幸代：ジャネット八田
- 黄東一：前田吟
- 敏子：春川ますみ
- 常代：正司照枝
- 令子：森田めぐみ
- 鈴木夏子：小泉洋子
- 宮地正隆：小松方正
- 安里八郎：槙健太郎
- 白木護：石橋蓮司
- 菊地保安課長：菅貫太郎
- 文永徳：川谷拓三
- 今井の仲間：成瀬正
- 鎌本進造：小島三児
- 村本清：沼田曜一
- 出水源一：阿波地大輔
- 小森和久：西田良
- 中西：江幡高志
- 今井良作：志賀勝
- 鈴木良男：野口貴史
- 森本：大前均
- 刑事：五十嵐義弘
- 前河厳：岩尾正隆
- 瀬沼満夫：唐沢民賢
- 囚人：蓑和田良太
- 代貸：守田学哉
- 神田：笹木俊志
- 看守：鳥巣哲生
- 囚人：土橋勇、小峰一男
- 崎山猛：宮城幸生
- 囚人：松本泰郎
- 看守：和田昌也
- 中島啓二：片桐竜次
- 警部：遠山金次郎
- 看守：福本清三
- 先生：丸平峰子
- 番頭：岡島艶子
- 藤本の女：坪川聖子
- 囚人：上田浩二
- アパートの住人：鐘原和子
- 吉村：勝野賢三
- 囚人：友金敏雄、白井孝司
- 看守：司裕介
- 中江医師：疋田泰盛
- 松元：木谷邦臣
- 藤本喜久蔵：遠藤太津朗
- 佐々木島吉：殿山泰司
- 三宅春造：若山富三郎
- 以下ノンクレジット
- 看守・刑事：波多野博
- 囚人：細川ひろし
- 子分：北川俊夫
- 刑事：平河正雄
- 看守：藤沢徹夫
- 宴席の刑事：森源太郎
- パン屋：大矢敬典

## スタッフ
- 企画 ： 日下部五朗・杉本直幸・今川行雄
- 脚本 ： 高田宏治
- 撮影 ： 赤塚滋
- 照明 ： 増田悦章
- 録音 ： 溝口正義
- 美術 ： 井川徳道
- 音楽 ： 青山八郎
- 編集 ： 市田勇
- 助監督 ： 依田智臣
- 記録 ： 梅津泰子
- 装置 ： 稲田源兵衛
- 装飾 ： 西田忠男
- 背景 ： 西村和比古
- 美粧 ： 池内豊
- 結髪 ： 中村美千代
- 衣裳 ： 豊中健
- スチール ： 木村武司
- 演技事務 ： 上田義一
- 擬斗 ： 上野隆三
- 進行主任 ： 野口忠司
- 監督 ： 山下耕作

## 製作

### 企画
企画、及びタイトル命名は、岡田茂東映社長。当時岡田が漢字の題名を先に考え、出来たタイトルで映画を作れと現場に指示していた。『資金源強奪』や『北陸代理戦争』等も同じく、岡田が題名を先に付けたものだという。岡田は、製作費を注ぎ込んだ1975年夏の超大作『新幹線大爆破』がコケると陣頭指揮宣言をし、「東映本来の原点に還り、独自のカラーを強調したアクション、プラスお色気ものを並べる」などと、"不良性感度映画"の再投入を表明した。1975年8月27日に東映本社で行われた記者会見で、岡田社長より1975年10月～12月の確定番組について発表があり、確定番組として「松方弘樹出演による11月二週は『脱走無期殺人囚』『激突! 合気道』」と説明があったため、1975年8月時点では『脱走無期殺人囚』が本作の予定タイトルだった。また夏の時点では、三億円事件の時効成立に合わせて公開予定だった『実録三億円事件 時効成立』の公開が前倒しされ、本作が後ろにずらされた。

### 脚本
脚本の高田宏治が『大阪脱獄囚 非常線突破』いう題名で本を書いてたら、岡田社長が題名を『強盗放火強姦殺人囚』という酷い題名に変えた。岡田は品の悪い題名ほど客が来ると思い込んでいるから始末に負えない。岡田が「どうしてもこの題名で脚本を書け」と高田に無理強いするので、それならこの題名を逆手に取って、大いに笑えるようなものを作ってやろうと思いついたという。このため凶々しい題名のわりには、前2作と比べると大人しい内容になっている。 後半は松方弘樹と若山富三郎のバディムービーのようになるが、これは本作の2年前に日本で公開されたアメリカのロードムービー『スケアクロウ』からの影響と高田が話している。 

### キャスティング
松方弘樹は当時モデルとして人気のあったジャネット八田に執心で、『週刊ポスト』の連載「松方弘樹の突撃対談」でもジャネットをゲストに招き「『暴動島根刑務所』の相手役に」と熱心に口説いたが、東映でセックスシーンもある役と聞いて「私の趣味じゃない」と拒否された。簡単には諦めない松方は続く『暴力金脈』でも相手役にジャネットを口説いたが、これも拒否され池玲子に。松方のあまりのしつこさに本作でとうとう相手役を承諾した。ジャネットはこの年の神代辰巳監督『櫛の火』に出演して話題となっていたが演技は下手だった。また五十嵐めぐみは、森田めぐみ名義で松方に犯されそうになる令嬢役として出演しヌードを披露している。

## 作品の評価
- 『強盗放火殺人囚』封切日の土曜の午後に『ジョーズ』と本作をハシゴしたという山根貞男は、『ジョーズ』が日本公開から半年経っても劇場は超満員にもかかわらず、『強盗放火殺人囚』の方はお客はガラガラだったと話している[20]。

## 逸話
- 岡田社長から押し付けられたあまりにエゲツナイ題名に、脚本の高田宏治は女性から「こんなえげつないタイトルの映画作るようじゃおしまいね」といわれてフラれてしまったという[16][17]。
- 予告編のBGMには、『脱獄広島殺人囚』、『日本暴力列島 京阪神殺しの軍団」、『極道VSまむし」、「まむしと青大将』の一部が使われている。

## 同時上映
『東京ディープスロート夫人』
- 主演：田口久美 / 監督：向井寛